# Lahcen Chicha
Lahcen "Chicha" Ben Mohamed (en arabe : لحسن شيشة بن محمد), plus connu sous le nom de Lahcen Chicha, est un footballeur international marocain qui évoluait au poste d'ailier ou milieu de terrain. À ne pas confondre avec Ahmed Ben Larbi Chicha un autre international marocain décédé en 2021.

## Biographie
Lahcen Chicha fait ses débuts à l'US Marocaine, avant de rejoindre le nord du Maroc, où il part rejoindre le FC Moghreb, présidé par Cherif Halhoul. Véritable révélation, il rejoint rapidement le meilleur club du nord marocain, le Club Atlético Tetuán, qui participe aux championnats espagnols. À la suite de la montée du club en première division espagnole, il a l'honneur d'affronter les grosses équipes mondiales comme le FC Barcelone, le Real Madrid et l'Atlético de Madrid.
Le Club Atlético Tetuán disparaît après l'indépendance, et Chicha rejoint ensuite le FUS de Rabat où il évolue au côté de Larbi Benbarek, qui est alors l’entraîneur-joueur du club. Lahcen finit ensuite sa carrière au Hassania d'Agadir, où il participe à la finale malheureuse de la Coupe du Maroc 1962-1963, perdue par le HUS Agadir 3 buts à 2 face au KAC Marrakech, match dans lequel il marque le premier but, le 24 avril 1960 au Stade d'honneur à Casablanca.
Lahcen Chicha fait partie de la première sélection nationale du Maroc, lors des Jeux panarabes de 1957 sous la houlette de Larbi Benbarek.

## Statistiques
| Matches internationaux de Lahcen Chicha | Matches internationaux de Lahcen Chicha | Matches internationaux de Lahcen Chicha     | Matches internationaux de Lahcen Chicha | Matches internationaux de Lahcen Chicha | Matches internationaux de Lahcen Chicha | Matches internationaux de Lahcen Chicha | Matches internationaux de Lahcen Chicha |
| 0                                       | Date                                    | Lieu                                        | Adversaire                              | Score                                   | Résultats                               | Compétitions                            |                                         |
| --------------------------------------- | --------------------------------------- | ------------------------------------------- | --------------------------------------- | --------------------------------------- | --------------------------------------- | --------------------------------------- | --------------------------------------- |
| 1                                       | 23 octobre 1957                         | Beyrouth, Liban                             | Tunisie                                 | —                                       | 3-1                                     | Jeux panarabes                          |                                         |
| 2                                       | 30 octobre 1960                         | Stade d'Honneur, Casablanca, Maroc          | Tunisie                                 | —                                       | 2-1                                     | Éliminatoires Coupe du monde 1962       |                                         |
| 3                                       | 13 novembre 1960                        | Stade olympique d'El Menzah, Tunis, Tunisie | Tunisie                                 | 2-1                                     | 2-1                                     | Éliminatoires Coupe du monde 1962       |                                         |
| 4                                       | 11 décembre 1960                        | Stade d'Honneur, Casablanca, Maroc          | Allemagne de l'Est                      | —                                       | 2-3                                     | Match amical                            |                                         |
| 5                                       | 22 janvier 1961                         | Stade Communal, Palerme, Italie             | Tunisie                                 | —                                       | 1-1                                     | Éliminatoires Coupe du monde 1962       |                                         |

## Palmarès
- Finaliste de la Coupe du Trône en 1963 avec le HUS Agadir.
- Finaliste de la Coupe de l'Indépendance en 1956 avec le FCMA Tanger.